# Portal v vesolje

Portal v vesolje je slovenski spletni portal, namenjen ljubiteljem astronomije. Ponuja aktualne novice s področja astronomije, astrofizike in kozmologije, podcaste, informacije o prihajajočih astronomskih dogodkih, efemeride za opazovanje nebesnih pojavov in v arhivu učna gradiva o astronomiji v slovenščini. 

## Zgodovina
Slovenski portal je zaživel leta 2010 ob podpori društva DMFA in revije Spika po zgledu angleškega Portal to the Universe, ki je pričel delovati v mednarodnem letu astronomije 2009. Urejali so ga člani Slovenskega odbora za astronomijo pri društvu DMFA. Po prenovi portala 2004  ga ureja Zavod Cosmolab.